# Ann Li
Ann Li (født 26. juni 2000 i King of Prussia, Pennsylvania, USA) er en professionel tennisspiller fra USA.